# Заболоття (Борисовський район)
Заболоття (біл. вёска Забалоцьце) — село в складі Борисовського району Мінської області, Білорусь. Село підпорядковане Веселівській сільській раді, розташоване в північно-східній частині області.